# Pedro Vélez
José Pedro Antonio Vélez de Zúñiga (Villanueva, Zacatecas; 28 de julio de 1787-Ciudad de México, 5 de agosto de 1848) fue un político, abogado, filósofo y doctor en leyes mexicano. Encabezó el triunvirato encargado del Poder ejecutivo de México junto con Luis Quintanar y Lucas Alamán a finales de diciembre de 1829.

## Orígenes y educación
Nació en la villa de Villagutierre del Águila (hoy Villanueva), en el estado de Zacatecas. Fue hijo de María Isabel Zúñiga y de Pedro Vélez, quién en el año de 1805 fundó e integró el primer ayuntamiento de Villanueva.
Comenzó su formación en el Colegio de San Luis Gonzaga de la ciudad de Zacatecas. Posteriormente, se mudó a Guadalajara donde continuó sus estudios en el Seminario Conciliar. Se recibió como abogado el 13 de marzo de 1803 y como doctor en filosofía el 9 de febrero de 1804 por la Universidad de Guadalajara.
Concluida su carrera, recibió de la Real Audiencia de Guadalajara el título de abogado y en la Universidad los grados de Licenciado y Doctor Cánones el 29 de abril y el 3 de junio de 1810, respectivamente, y los de Licenciado y Doctor en Derecho Civil el 24 de agosto de 1817 y el 9 de agosto de 1818. Fue maestro de la citada universidad. Por esos mismos años, estuvo a las órdenes del general Cruz, capitán general de la provincia de Guadalajara.

## Carrera política
Al consumarse en 1821 la independencia, Vélez comienza su carrera política. Fue elegido regidor del Ayuntamiento de Guadalajara. En 1822 se le nombra vocal secretario de la Diputación Provincial y figura como diputado en el Congreso Constituyente de Jalisco entre 1823 y 1824. 
Posteriormente, Vélez se fue a vivir a la Ciudad de México, donde ingresó en el Colegio de Abogados el 24 de enero de 1825. Se incorporó a la Suprema Corte de Justicia de la Nación en calidad de ministro. Le sucedió a José Miguel Domínguez como presidente de la Suprema Corte, de 1828 a 1830. 
Tras haber sido derrocado el gobierno de José María Bocanegra, fue llamado para ocupar el Poder ejecutivo el 23 de diciembre de 1829. El mismo día quedó integrada una junta de gobierno con Vélez, Lucas Alamán y Luis Quintanar, que estuvo en funciones hasta el 31 de diciembre del mismo año, cuando entregó el poder ejecutivo federal a Anastasio Bustamante.

## Últimos años y muerte
Tras haber dejado el cargo ejecutivo, Vélez representó al estado de Zacatecas ante el Senado de la República. Desempeñó la cartera de Justicia y Negocios Eclesiásticos desde el 22 de febrero de 1842 hasta el 17 de julio de 1843 durante la administración de Santa Anna y ejerció otros cargos de representación. A la edad de 61 años, por causas naturales, Vélez falleció en la capital de la República el 5 de agosto de 1848, siendo magistrado de la Suprema Corte de Justicia.